# فيليب دي جيرارد
فيليب دي جيرارد (بالفرنسية: Philippe de Girard)‏ هو مهندس فرنسي، ولد في 1 فبراير 1775 في Lourmarin ‏ في فرنسا، وتوفي في 26 أغسطس 1845 في باريس في فرنسا.